# Lesothosaurus
Lesothosaurus („ještěr z Lesotha“) byl rod malého býložravého ptakopánvého dinosaura, jehož fosilie jsou známé ze spodnojurských sedimentů současné Jižní Afriky.

## Popis
Tento dinosaurus byl dlouhý až kolem 1 metru. Známý je z několika lebek a téměř kompletní kostry. Žil v období spodní jury, asi před 196 až 183 miliony let. Jeho fosilie byly objeveny v jihoafrickém Lesothu. Dosahoval maximální délky 2 metrů a hmotnosti kolem 6 kilogramů. Na svoji velikost byli lesotosauři poměrně dlouhověcí, ještě ve věku 6 let nebyli plně dospělí a dorostlí.
Lesothosaurus byl velmi dobře přizpůsobený pro rychlý běh, někdy dokonce bývá považovaný za dinosauří obdobu antilopy. Měl lehkou stavbou těla, malou hlavu s velkýma očima a silnými čelistmi, nadměrně zkrácené přední pětiprsté končetiny (kratší i slabší než například u rodu Heterodontosaurus), neobvykle dlouhé zadní končetiny a dlouhý vyztužený ocas. Před většími dravci se mohl zachránit jedině útěkem.
Tento druh mohl být jedním z prvních dinosaurů, kteří žili trvale ve velkých skupinách.

## Systematické zařazení
Na základě vnějšího vzhledu byl Lesothosaurus původně považovaný za zástupce infrařádu Ornithopoda. Později se však zjistilo, že byl vývojově mnohem primitivnější a nepatří dokonce ani do podřádu Cerapoda. Mohl by být také velmi primitivním zástupcem skupiny Thyreophora.